# Kurt Madsen
Kurt Walter Lyngh Madsen (ur. 8 stycznia 1936 w Melby) – duński zapaśnik walczący w stylu klasycznym. Dwukrotny olimpijczyk. Zajął jedenaste miejsce w Tokio 1964 i szesnaste w Meksyku 1968. Walczył w kategorii do 70 kg.
Szósty na mistrzostwach Europy w 1968. Zdobył dwa brązowe medale na mistrzostwach nordyckich w latach 1963–1967.
Ośmiokrotny mistrz Danii w latach: 1953, 1954, 1956, 1957, 1964, 1965, 1967 i 1970; drugi w 1955, 1966, a trzeci w 1968 roku.